# Allan Vermeer
Pour l’article homonyme, voir Allan.
Allan Thiebault, dit Allan Vermeer, est un auteur-compositeur-interprète et romancier français, né le 17 décembre 1986 à Abbeville (Somme). Révélé par sa participation au télé-crochet de France 2 Chanter la vie dont il remporte la première saison en 2004, Allan Vermeer compte en 2021 trois albums studio.

## Biographie

### Jeunesse et débuts
Allan Vermeer naît sous le nom d’Allan Thiebault à Abbeville, près de la baie de Somme en Picardie maritime : il est le fils cadet de Michel et Michelle Thiebault.
Issu d’une famille de musiciens (son père tromboniste et son grand-père clarinettiste font partie d’un groupe de Jazz, le Traditional Jazz Band, son frère joue de la batterie, sa petite sœur de la flûte traversière, sa mère du saxophone), il étudie le solfège et le piano dès l’âge de 6 ans.
À 7 ans, il intègre une troupe de comédies musicales locale, Les Étoiles, et se voit successivement confier ses premiers rôles : Gavroche dans Les Misérables, l’Extraterrestre dans Émilie Jolie, Phoebus dans Notre-Dame de Paris...
En 2002, passionné de théâtre, Allan Vermeer quitte la Picardie maritime à 16 ans, après avoir réussi l’entretien pour intégrer le lycée Madeleine-Michelis d'Amiens, seul lycée de la région proposant l'option « Arts du spectacle / Théâtre », avec jusqu’à huit heures de cours de théâtre par semaine pour la filière Littéraire. Un an plus tard, en décembre 2003, une de ses tantes l’inscrit par surprise à un nouveau concours de chant organisé par Pascal Sevran, le 3 février 2004 à Saint-Denis (Seine-Saint-Denis).

### Entrée d’artistes
Le casting de l’émission Entrée d’artistes a lieu les 2 et 3 février 2004. Cinq mille participants ont envoyé leurs maquettes, quatre cents ont été retenus pour passer l’audition. Allan Vermeer se présente à 16 h 30 devant Pascal Sevran entouré de ses collaborateurs. Il propose de chanter Amsterdam, de Jacques Brel, mais l’animateur refuse et lui demande de chanter autre chose. Le jeune chanteur entonne alors J’te l’dis quand même, de Patrick Bruel, et c’est cette chanson qui lui permettra d’intégrer le groupe des vingt derniers candidats. La première émission est tournée le lendemain, le 4 février 2004 et sera diffusée le 29 février 2004.  
Lors de la demi-finale, Allan Vermeer interprète Chez Laurette, de Michel Delpech.
Pour la finale où 3 candidats restent en lice, il est prévu par la production qu'Allan interprète Elle était si jolie d'Alain Barrière. Mais lors des répétitions il propose une autre chanson à Pascal Sevran. Celui-ci refuse, mais le jeune chanteur s'obstine et la lui chante quand même, donnant le mauvais numéro de piste au technicien son. L'animateur revient sur sa décision et c'est avec cette chanson, Pour ne pas vivre seul, de Dalida qu'Allan Vermeer remportera le concours le 6 juin 2004, à 17 ans.

### La suite

#### Je vous ai attendue
Après un an de préparation, son premier album Je vous ai attendue sort le 24 juin 2005. Parmi les collaborateurs de ce disque figurent entre autres l'auteur Philippe Besson, qui signe deux titres (Le Tréport et Un souvenir de lui), Jacques Luent (l'auteur de Pour ne pas vivre seul, qui lui écrit Le plaisir de tout partager) le compositeur Christian Loigerot (Suivre ma voix, Je vous ai attendue) ou encore l'harmoniciste Greg Szlapczynski qui intervient sur Le Tréport. L'album sera enregistré aux studios Harry Son, à Pantin (Seine-Saint-Denis) et composé en tout de huit titres originaux et de quatre reprises, dont deux de Michel Delpech (Chez Laurette et Tu me fais planer) avec qui l'artiste s'est lié d'amitié lors d'un duo surprise organisé pour une émission spéciale étant consacrée au jeune chanteur une semaine après sa victoire le 12 juin 2004. Les deux autres reprises sont une chanson de Stéphane Chomont, Le temps qui nous reste, et Pour ne pas vivre seul, de Dalida. Cette chanson, devenue centrale dans la carrière d'Allan Vermeer, il l'interprètera notamment pour la sortie du téléfilm Dalida, réalisé par Joyce Buñuel, au Paradis Latin, à Paris.
Il débute alors une tournée accompagné de ses musiciens, qui sortira en DVD (Tout partager). Jusqu’à fin 2006, Allan Vermeer tournera au travers de la France tout en se produisant régulièrement en premières parties d’artistes, notamment à l’Olympia en première partie de Michele Torr.
Il assurera la promotion de son album sur les plateaux télévisés comme « Vivement Dimanche », « The Symphonic Show », « On a tout essayé », « Tout le monde en parle »... Il enregistrera également des génériques de séries TV et doublera le dessin animé Japonais Pluster.

#### Les cabarets,La chair et les pépins
De fin 2007 à 2012, Allan Vermeer chantera chaque soir dans les cabarets parisiens de la rue des Martyrs, à Montmartre, notamment au Canotier du Pied de la Butte, en première partie du spectacle du Cabaret Michou, puis au Caveau des artistes chaque mercredi. Il y rencontre le pianiste Bertrand Ravalard avec qui il collaborera jusqu'à aujourd'hui. Il publie le 1er décembre 2008 son premier roman, La chair et les pépins qui s’inspire largement des ambiances de la butte Montmartroise. (ISBN 978-2-9533434-0-3). Ce roman sortira également en livre audio.
En 2007, il intègre l’école Richard Cross et suit une formation de chant, danse, et de théâtre pendant deux ans. Il aura par le biais de ce cursus l'occasion de chanter sur les scènes du Palais des congrès et du Palais des Sports, notamment avec Jean-Jacques Debout, rencontré lors de l'émission consacrée à sa victoire alors qu'il interprétait une de ses chansons Les boutons dorés. Il chantera également pour les enfants malades en hôpitaux ou hôpitaux psychiatriques.
Accompagné par Bertrand Ravalard, il commence une tournée en piano voix où il évoque ses souvenirs de cabarets dans un spectacle intimiste Vermeer et moi.

#### Vents contraires
Il entreprend fin 2010 de travailler sur un nouvel album, Vents contraires, qui sortira en autoproduction le 1er décembre 2013 sous la direction artistique de Bertrand Ravalard et avec le soutien de sa région originaire la Picardie. Ce nouvel opus, enregistré à Amiens, est constitué de treize titres originaux, écrits et composés pour la plupart par le chanteur. De cet album Vents contraires naîtra un spectacle de son et lumières, du même titre.
Ce concert partira en tournée, en France, en Belgique, mais aussi dans toute l'Europe, en croisière, à bord des bateaux Costa Croisière (Taaj croisières).

#### Apollon des bacs à sable
En 2019, Allan Vermeer reprend le chemin du studio pour un nouveau projet Apollon des Bacs à Sable, en collaboration avec Samuel Mateu qui en signe plusieurs textes. Ce troisième album de chansons françaises aux sons teintés électro synthpop est paru sous forme d'EP 5 titres le 12 juin 2020 puis en format physique (12 titres) le 17 mars 2021.

#### La parenthèse
Lors du confinement lié au coronavirus du 17 mars au 11 mai 2020, Allan Vermeer a créé (la parenthèse) en reprenant chaque soir un titre de la Chanson française sur les réseaux sociaux, notamment Facebook. Ces vidéos ont généré 200 000 vues en 55 jours.

## Discographie
- 2004 : Compilation Entrée d'artistes 1 (2004, Marianne Mélodie / Sony BMG)
- 2005 : Single Pour ne pas vivre seul (2005, Jean-Jacques Luent / Daniel Faure)
- 2005 : Album Je vous ai attendue (2005, Marianne Mélodie / Sony BMG)
- 2005 : Single Le plaisir de tout partager (2005, Jean-Jaques Luent / Christian Loigerot)
- 2005 : Compilation Entrée d'artistes 2 (2005, Marianne Mélodie / Sony BMG)
- 2007 : Compilation Les mordus du zinc (2007, Marianne Mélodie)
- 2013 : Album Vents contraires (2013, autoproduction)
- 2020 : EP Apollon des Bacs à Sable (2020, autoproduction)
- 2020 : Single Le sens de la fête (Apollon des Bacs à Sable, 2020, autoproduction)
- 2021 : Album Apollon des Bacs à Sable (2021, autoproduction)

## Clips
- 2020 : Single et clip Le sens de la fête (Apollon des Bacs à Sable)
- 2021 : Clip Un garçon du port (Apollon des Bacs à Sable)

## Dvd
- 2008 : Tout partager Live

## Tournées
- 2005 - 2006 : Tout partager
- 2005 - 2007 : Tournée d'été[20] (avec Michal, Nicolas O et Yoann Sover)
- 2008 - 2010 : Vermeer et moi (avec Bertrand Ravalard)
- 2015 - 2019 : Vents contraires

## Liens
- Site officiel
- Ressource relative à la musique :   - MusicBrainz
- Notices d'autorité :   - VIAF
  - ISNI
  - BnF (données)